# Арачич, Вукоман
Ву́коман А́рачич (серб. Вукоман Арачић; 10 мая 1850, Ягодина — 25 февраля 1915, Ужице) — сербский военный деятель, генерал-майор (1913).

## Биография

### Ранние годы
Родился в 1850 году в деревне Ланиште (ныне Ягодинский округ). Родители: Петр и Стевана. Окончил четыре класса начальной школы в Ягодине и шесть классов гимназии в Крагуеваце в 1869 году. Поступил в артиллерийскую школу в Белграде, окончил её седьмым по успеваемости из 20 человек в 1874 году. Одноклассниками Вукомана были будущие военачальники Божидар Янкович и Леонид Соларевич.

### Войны с Турцией
Во время сербско-турецкой войны 1876—1877 года Арачич был адъютантом по делам генерального штаба Тимокского корпуса. Во время русско-турецкой войны за освобождение Балкан 1877—1878 годов — начальник штаба Ягодинской бригады, участник сражений за Самоково. 11 января 1878 года (29 декабря 1877 года по старому стилю) он взял Нишскую крепость. Через два года получил звание капитана II класса и был назначен офицером снабжения в Шумадийской дивизии. В 1880 году отправился учиться в Вену инженерному делу, где оставался до 1882 года. После возвращения из Вены — начальник штаба инженерного полка.

### Служба в конце XIX века
В 1885 году произведён в капитаны I класса и направлен в генеральный штаб. Участник сербско-болгарской войны, начальник штаба 1-й Дринской дивизии. С октября 1887 года — командир 6-го пехотного батальона. В апреле следующего года назначен исполнителем обязанности начальника внешнего отделения оперативного отдела Генерального штаба. В 1890-е годы занимал различные должности при центральном военном управлении. Исполнитель обязанности начальника оперативного отдела Военного министерства, заместитель начальника Генерального штаба. начальник общевоинского отдела Военного министерства и помощник начальника штаба командования действующей армии.
В 1890—1903 годы Арачич командовал Дунайской дивизионной областью, с марта 1895 года — 9-м пехотным полком, был начальником оперативного отдела Генерального штаба и начальником 4-й Шумадийской дивизионной области. С апреля 1902 года — начальник Тимокской дивизионной области, почётный адъютант короля Александра I Обреновича и его помощник по военным вопросам. С августа 1901 года — член высшего Военного совета. В 1893—1903 годы (с перерывами 12 сентября 1893 — 1 сентября 1896, 21 июня 1897 — 1 марта 1899, 26 марта 1900 — 18 августа 1901) — профессор Военной академии. Преподавал военную географию и историю военного дела на младших курсах, тактику и службу Генерального штаба с военной игрой на высшем курсе. В 1893 и 1901 годы член академического совета. Председатель комиссии по проведению экзаменов младшего и старшего офицерского состава.

### В начале XX века
С октября 1900 по октябрь 1901 года Вукоман Арачич был редактором военного журнала «Ратник», в 1898 году был редактором «Служебной военной газеты». В 1895 году — член военно-кассационного суда. Автор книг «Ореография около нашей земли на Балканском полуострове» (1898) и «Служба генерального штаба в военном деле» (1899), в 1914 году начал работу над книгой «Служба генерального штаба в мирном деле», которая не была закончена из-за войны. Основатель клуба верховой езды в Шумадии, в 1898 году участвовал в скачках со своим скакуном по кличке Князь Михаил.
20 сентября 1894 года произведён в подпоручики инженерных войск, 1 апреля 1880 года — в капитаны II класса, 1 января 1885 года — в капитаны I класса, 16 апреля 1887 года — в майоры, в 1894 году — в подполковники, 1 ноября 1897 года — в полковники. По политическим соображениям 2 июля 1903 года отправлен на пенсию как сторонник Обреновичей. Следующие девять лет прожил в родном селе Ланиште, где построил собственное имение. Обучал своих сыновей Петра и Бранислава.

### Балканские войны
В 1912 году после начала Первой Балканской войны полковник Арачич был мобилизован и назначен командующим Тимокской дивизионной областью. В годы войны она не участвовала в значительных сражениях, однако в 1913 году во время Второй Балканской войны там разгорелись наиболее серьёзные бои после нападения Болгарии на Брегалницу. Арачич мобилизовал жителей Тимока во 2-ю и 3-ю дивизии, с которыми 23 и 24 июня в битве на Планинце он разбил болгарские войска и перешёл 2 июля в наступление, взяв Кулу и Белграджик. Командовал сербскими войсками во время осады Видина вплоть до подписания мирного договора. За свои успехи произведён в генерал-майоры 1 ноября 1913 года и вернулся на регулярную службу. Получил звание почётного гражданина Заечара и орден Звезды Карагеоргия с мечами IV степени.

### Первая мировая война
С началом Первой мировой войны Арачич был назначен командиром 2-й Тимокской дивизией и 1-й Шумадийской дивизией. Вместе с ними 10 августа 1914 года освободил Шабац, участвовал в в Церской битве. В ходе битвы на Дрине нанёс мощный удар противнику у местечка Парашница. 29 сентября 1914 года генерал Арачич был назначен командующим Ужицкой армией (4-я армия) во время битвы на Дрине. В октябре и ноябре 1914 года вёл бои за Сенкович, Паклинок, Точионик, Бабяк и Семеч. Войска после прорыва в Восточную Боснию и нанесения больших потерь противнику из стратегических соображений вернулись в Овчарско-Кабларское ущелье, оставив Чачак 12 ноября.
Во время Колубарской битвы (ноябрь — декабрь 1914) армия Арачича успешно действовала на линии Варда — Велики-Приседо — Кадиняча — Поникве. Ужицкая армия использовала своё правое крыло для прикрытия левого крыла 1-й армии и во время контрнаступления сербских войск. 29 ноября войска Арачича вошли в Ужице. После завершения битвы Арачич занимался вопросами борьбы с эпидемией тифа в сербской армии и устройством быта в войсках. Однако вскоре генерал сам заболел тифом, заразившись им от австрийских пленных, и скончался 12 февраля 1915 года (по старому стилю). Был сначала похоронен в Ужице, но затем в 1920-е годы по настоянию семьи его перезахоронили на Новом кладбище Белграда.

## Семья
15 апреля 1879 года женился на Милице Радойкович. В браке родились:
- сын Петар (генерал дивизии, деятель движения «Белая рука»)
- дочь Славка (супруга полковника Мирко Поповича; внук Воин)
- сын Миливое (инженер, депутат Скупщины Югославии от Крестьянской партии; внук Вуле)
- сын Любомир (капитан I класса, 10 ноября 1913 года застрелился после обвинений в растрате денег)

## Научные работы
- Ђенералштабна служба ратног доба, 1. део, Београд 1899. (COBISS.SR)
- Ђенералштабна служба мирног доба, 2. део, (довршено 1914.нештампано).
- Служба у штабовима српске војске у мирно доба, Ратник, књ. 33 (1895), св.1 (јули), стр. 56.
- Пројекат за службу у штабовима српске војске, Ратник, књ. 34 (1896), св. 3 (март), стр. 257.
- Мобилизација и концентрација војске, Ратник, књ. 36 (1897), св. 1 (јануар), стр. 1.
- Исхрана и одржавање војске у борбеној приправности за време рата, Ратник, књ. 37 (1897), св. 5 (новембар), стр. 561; књ. 37 (1897), св. 6 (децембар), стр. 727.
- Извештај о француским корпусним и армијским маневрима, Ратник, књ. 37 (1897), св. 5 (новембар), стр. 545; књ. 37 (1897.), св. 6 (децембар), стр. 689.
- Орографија око наше земље, Ратник, књ. 38 (1898), св. 1(јануар), стр. 33; књ. 38 (1898), св. 2 (фебруар), стр. 158.
- Брзо утврђивање (превод), Службени војни лист, 1883, стр. 898—902, 927—932, 957—964, 1023—1028, 1097—1100, 1151—1156.